# L'Heureux Donateur
 (septembre 2017).
Si vous disposez d'ouvrages ou d'articles de référence ou si vous connaissez des sites web de qualité traitant du thème abordé ici, merci de compléter l'article en donnant les références utiles à sa vérifiabilité et en les liant à la section « Notes et références ».
L’Heureux Donateur est un tableau de René Magritte peint en 1966.

## Description
On distingue, au premier plan, la silhouette d’un homme, coiffé d’un chapeau melon, les bras le long du corps et debout devant un parapet. Cependant, la peinture ne représente pas le visage ni les habits du personnage : en effet, à l’intérieur de la silhouette est peint un paysage. Au centre de celui-ci, une maison bourgeoise avec une cheminée, dont les cinq fenêtres et le haut de la porte sont illuminés d’une lumière rouge orangé qui se reflète sur l’herbe face à elle. Des arbres entourent cette maison. Du bas vers le haut du tableau, on observe un dégradé de bleu, plus l’on monte dans le tableau, plus le bleu est clair. Nous sommes au crépuscule, la teinte rose derrière la maison indique que le soleil se couche, on observe quelques étoiles dans le ciel, une lune décroissante est peinte dans l’axe du chapeau melon. Le bas de cette silhouette semble être transparent : On distingue derrière la silhouette un parapet en pierres de taille, il semble être peint avec un réalisme méticuleux, en effet, on distingue de façon très sensible ses détails, ses aspérités. On découvre alors un grelot démesurément grossi et reposant sur ce parapet. Derrière ce parapet, un fond noir, composant la plus grande partie de la toile. On peut alors se demander si la logique n’aurait pas plutôt voulu que ce noir compose la silhouette et que le paysage compose l’espace autour de celle-ci.

## Analyse
À première vue, on peut se demander quel est le lien entre le titre de l’œuvre et ce qui est représenté. Un côté irrationnel est fortement présent puisque le paysage apparaît dans le personnage et non en arrière-plan. Le grelot, de taille semble-t-il exagérée, est aussi étonnant.
Cette silhouette d’homme anonyme et terne coiffé d’un chapeau melon est comparable à celle présente dans d’autres tableaux comme L'Ami de l’Ordre, toile de 1964, elle est aussi très exactement semblable à celle de messieurs en suspens dans le ciel clair et devant les façades des maisons grises de Golconde, toile de 1953. On retrouve de la même manière un paysage à l’intérieur de cette même silhouette dans La Belle Société, toile de 1965-1966. Un croissant de lune est également peint dans Le Maître d’école (1954) ou encore dans Le Chef-d’œuvre, toile de 1929. On retrouve la maison bourgeoise dans L'Empire des Lumières, toile de 1954, et les grelots dans La Voix de l’Espace, toile de 1931, ou encore dans Les Fleurs de l’Abîme, toile de 1928. 
Magritte ouvre, dans L'Heureux Donateur comme dans ses autres tableaux, les portes du rêve, de la poésie et de l’inconscient aux spectateurs.